# Emilia z Cezarei
Święta Emilia z Cezarei, również: Emmelia (ur. ok. 305–315 w Cezarei Kapadockiej, zm. 30 maja 375) – święta Kościoła katolickiego i Cerkwi prawosławnej.

## Życiorys
Emilia urodziła się w zamożnej rodzinie, do której należały rozległe posiadłości w Azji Mniejszej. Miała słynąć z piękności, jednak odrzucała wszystkich adoratorów zabiegających o jej względy. Szybko została sierotą, ponieważ jej ojciec zginął męczeńsko w okresie panowania cesarza Licyniusza.
W tym czasie dochodziło do uprowadzeń na potrzeby przymusowych małżeństw. Obawiając się tego, Emilia poślubiła prawnika Bazylego. Oboje troszczyli się o żebraków, przyjmowali podróżnych i pielgrzymów, przeznaczali znaczną część swojego majątku na cele charytatywne. Emilia urodziła dziesięcioro dzieci, z których pięcioro zostało świętymi: Bazylego, Grzegorza, Piotra, Makrynę i Thesseove.
Po śmierci Bazylego ich najstarsza córka, Makryna, pomagała Emilii prowadzić dom, a kiedy wszystkie dzieci dorosły, namawiała matkę, by ta wstąpiła do klasztoru. Razem założyły klasztor w swojej posiadłości nad rzeką Iris we współczesnej Turcji. Emilia zmarła w opinii świętości w tym klasztorze.
Jej wspomnienie obchodzone jest w Dies natalis – 30 maja.